# Aeneas

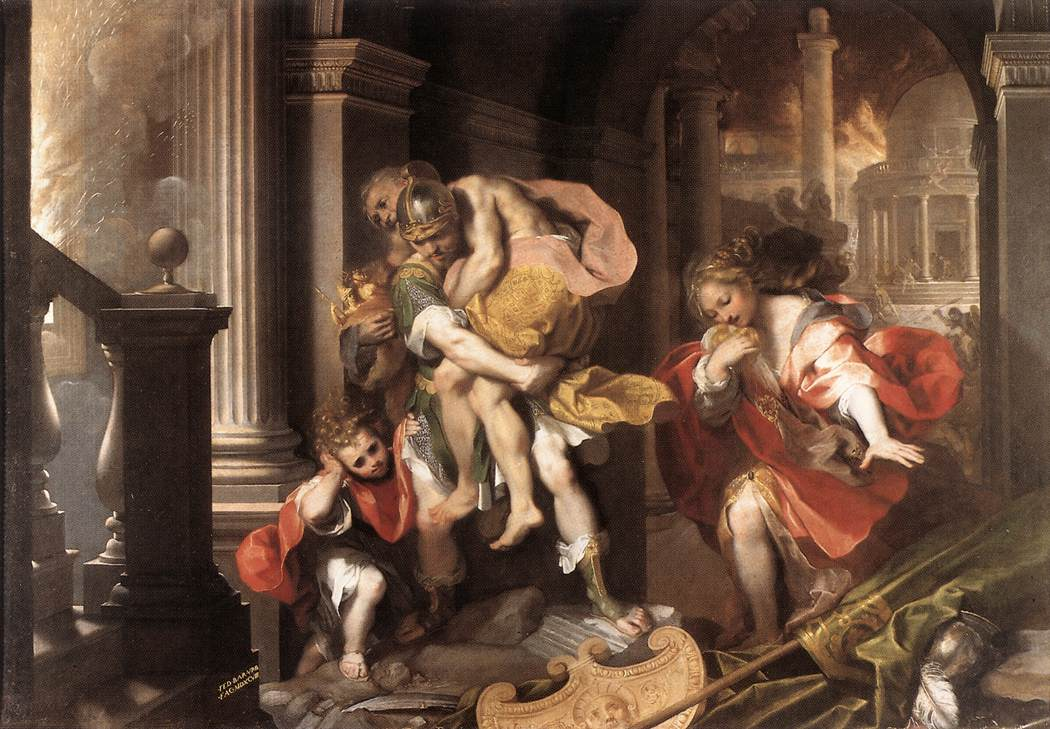
Federico Barocci: Galleria Borghese, Rom: konstverket beskriver Aeneas flykt tillsammans med Kreusa, Anchises och Ascanius.

Aeneas (grekiska Αἰνείας) var i antikens mytologi en av sagohistoriens hjältar och enligt Homeros son till Afrodite och Anchises, konung i Dardanos. I Iliaden deltog han med sina dardaner i Trojanska kriget där han näst Hektor blev den tappraste kämpen på trojanska sidan. Bemärkt för sin fromhet och vishet, var han en gudarnas älskling och skyddades av dem i striden, särskilt av Afrodite och Apollon.
Sagan om Aeneas färd till främmande länder härrör sig från grekiska historieskrivare och skalder efter Homeros, bland andra Stesichoros (omkring år 600 f. Kr.) som är den förste berättare som låter Aeneas komma till Italien och Timaios (omkring år 300 f.Kr.) som är den egentlige sagesmannen för den sedermera gängse berättelsen om Aeneas ankomst till Latium i Italien. Efter hand utbreddes föreställningen om Aeneas såsom grundläggare av Lavinium och stamfader för det romerska folket. 
Vergilius berättar i sitt romerska nationalepos Aeneiden att Aeneas, sedan han deltagit i trojanernas sista förtvivlade strid mot grekerna, flydde från Troja med hustrun Kreusa och deras lille son bärande sin lame far på ryggen. Hustrun förlorar han dock under flykten. Efter långa irrfärder, under vilka han besöker Thrakien, Delos, Kreta, Epirus, Sicilien och Kartago landstiger han i Italien vid Cumæ. Där uppsöker han sibyllan och, vägledd av henne, möter han i underjorden sin avlidne far. Därefter anländer Aeneas slutligen till Latium, där konungen i Laurentum ger honom och hans män ett stycke land. Där gifter sig Aeneas med kungens dotter Lavinia och grundlägger staden Lavinium. Efter flera strider med Lavinias före detta trolovade dödar Aeneas slutligen denne i en tvekamp, varefter han även själv försvinner från jorden. Han dyrkades sedermera som stamgud (Jupiter indiges) i en tempellund vid floden Numicius.
Aeneas son Ascanius lämnade Lavinium och anlade själv en ny stad, Alba Longa. Då ättlingarna till Ascanius i Alba Longa, tvillingbröderna Romulus och Remus, anlade staden Rom vid Tiberns utlopp där Romulus blev kung, kan Aeneas ses som sagans stamfar till Rom.

## I konst
Aeneas är titelfigur i Henry Purcells opera Dido och Aeneas (1688).